# Jon Katz

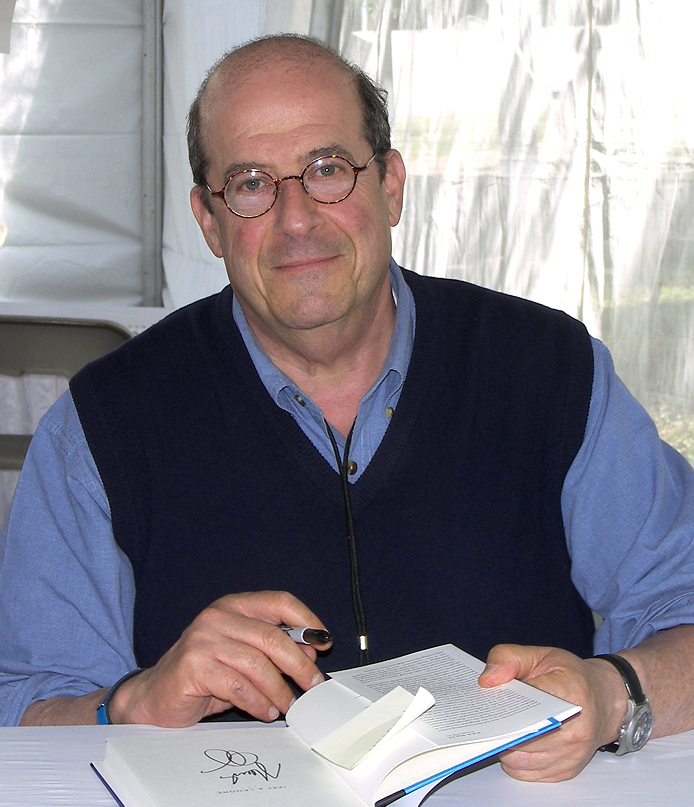
Jon Katz op het Texas Book Festival in 2008.

Jonathan (Jon) Katz (1947) is een Amerikaanse journalist en schrijver.
Katz leverde bijdragen aan een aantal online publicaties en schreef verschillende boeken:
- Online publicaties: het online magazine Hotwired, de technologie-site Slashdot en het online nieuwsmagazine Slate.
- Boeken: een aantal misdaadromans, boeken over de subcultuur van de "geeks" en boeken over honden.

## Publicaties

### Romanreeks "Kit DeLeeuw""
- Death by Station Wagon (1993)
- The Family Stalker (1994)
- The Last Housewife (1995)
- The Father's Club (1996)
- Death Row (1998)

### Boeken over honden
- A Dog Year (2001) (Nederlandse titel: Een hondenjaar)
- The New Work of Dogs (2003)
- The Dogs of Bedlam Farm (2004)
- Katz on Dogs (2005)
- A Good Dog (2006)
- Dog Days (2007), in het Nederlands uitgegeven als Hondsdagen
- Izzy & Lenore: Two Dogs, An Unexpected Journey, and Me (2008)
- Soul of a Dog: reflections on the spirits of the animals at Bedlam Farm (2009)
- Saving Izzy: the abandoned dog who stole my heart (2010)
- The Dog Who Loved - Lenore: the puppy who rescued me (2010)
  - ook bekend als: Izzy and Lenore: two dogs, an unexpected journey, and me (2008)
- Rose in a Storm: A novel (2010)

### Andere boeken
- Sign Off (1991)
- Virtuous Reality (1997)
- Media Rants: Post Politics in the Digital Nation: A Netizen Takes on Washington and the Media Empire (1997)
- Running to the Mountain: A Midlife Adventure (1999)
- Geeks (2000)

### Film
- A Dog Year geregisseerd door George LaVoo, met Jeff Bridges en Lauren Ambrose

## Hondsdagen
Hondsdagen is de titel van de Nederlandstalige uitgave van het boek Dog Days van Katz uit 2007. Het is een autobiografie die handelt over het samenleven van de schrijver met zijn dieren op de boerderij Bedlam Farm op het platteland van de staat New York. Centraal in het verhaal staat de onuitputtelijke bordercollie Rose. Bij ieder hoofdstuk van het boek is een foto in zwart-wit aanwezig.
De Nederlandstalige editie is uitgegeven als paperback en heeft 288 pagina's. Het ISBN van de Nederlandstalige uitgave is ISBN 978-9044322750. De oorspronkelijke Engelstalige paperback-uitgave heeft 304 pagina's, 16 meer dan de Nederlandstalige. Het ISBN is 978-0812974355.